# Эль-Шазли, Хассан
Хасса́н Ахме́д Эль-Шазли́ (араб. حسن أحمد الشاذلي‎; 13 ноября 1943, Египет — 20 апреля 2015, Эль-Гиза) — египетский футболист и футбольный тренер, играл на позиции нападающего. Лучший бомбардир в истории Египетской премьер-лиги (173 гола).

## Биография

### Клубная карьера
Эль-Шазли всю футбольную карьеру играл за «Терсану», за который отыграл 19 сезонов. В составе этой команды Эль-Шазли выиграл чемпионский титул 1963 года и два Кубка Египта в 1965 и 1967 годах. Эль-Шазли является лучшим бомбардиром в истории Египетской премьер-лиги, забив за все годы выступления в турнире 171, 173 или 176 голов.
В сезоне 1974/75 Эль-Шазли установил бомбардирский рекорд, забив 34 гола, что является уникальным рекордом в истории турнира.

### Карьера в сборной
В составе сборной Египта Эль-Шазли принимал участие на Кубке африканских наций 1963 года, где с 6 голами стал лучшим бомбардиром, а также был назван лучшим игроком турнира. Сборная Египта на том турнире стала бронзовым призёром.
Эль-Шазли играл также на Кубке африканских наций 1970 года и Кубке африканских наций 1974 года, на которых становился бронзовым призёром в составе своей сборной. На трёх Кубках африканских наций Эль-Шазли забил 12 голов, благодаря чему является лучшим бомбардиром среди игроков сборной Египта. Всего в составе сборной сыграл 62 матча, в которых забил 49 голов.

### Тренерская карьера
В качестве главного тренера работал с клубами «Терсана» и сирийским «Аль-Иттихадом» из Алеппо.

### Смерть
Скончался 20 апреля 2015 года в Гизе в возрасте 71 года.

## Достижения

### Командные
«Терсана»
- Чемпион Египта (1): 1962/63
- Обладатель Кубка Египта (2): 1964/65, 1966/67

### Личные
- Лучший бомбардир чемпионата Египта (4): 1962/63 (29 голов), 1964/65 (23 гола), 1965/66 (19 голов), 1974/1975 (34 гола)
- Лучший игрок Кубке африканских наций (1): 1963